# Fukushima Yasumasa
Fukushima Yasumasa est un nom japonais traditionnel ; le nom de famille (ou le nom d'école), Fukushima, précède donc le prénom (ou le nom d'artiste) Yasumasa.
 (septembre 2016).
Fukushima Yasumasa (福島 安正) est un général de l'Armée impériale japonaise de l'ère Meiji ayant exercé une forte influence sur les services secrets japonais. Fukushima a traversé la Russie pour venir jusqu'en Europe (notamment en Allemagne) et est connu pour avoir effectué le voyage du retour au Japon à cheval : The longest journey. Ce voyage dura 488 jours. Durée pendant laquelle il inspecta les travaux du Transsibérien et collecta diverses informations sur les infrastructures locales, etc.

## Origine
Né dans la province de Shinano (aujourd'hui préfecture de Nagano) dans une famille samouraï, Fukushima Yasumasa est le fils ainé de Fukushima Yasuhiro qui se rattachait au daimyo du domaine de Matsumoto.
Formé pour être un soldat de l'ère moderne. Il a étudié les stratégies militaires, à Edo, à l'école Kaisei puis à l'école militaire Kobusho de hatamoto à Tsukiji. Il travaille en tant que traducteur au ministère de la justice en 1874. Il est transféré au Ministère de la Guerre et fait partie de la nouvelle équipe de général.
Il a pris part à la rébellion de Satsuma du côté de l'armée impériale japonaise. Son esprit vif et sa capacité à obtenir de bons rapports avec la population lui ont valu une affectation à l'état-major général de l'armée impériale japonaise à un âge précoce.

## Voyages
Il voyagea pendant plusieurs années, il visita la Mongolie en 1879, et agit comme attaché militaire auprès de Pékin entre 1882 et 1884. Fukushima a visité les Provinces de l'Empire des Indes et la Birmanie en 1886-1887.
Fukushima parlait 10 langues couramment et a été envoyé comme attaché militaire à Berlin de 1887 à 1892. Il s'y est créé une réputation durant ce séjour, avec des paris impliquant des faits d'armes ou de la force physique. Fukushima était un admirateur du colonel Burnaby (Frederick Gustavus Burnaby), un officier de cavalerie britannique, qui avait fait une visite à Khiva en 1874 après avoir reçu mot que les Russes avaient fermé la frontière au Turkestan. Fukushima a également partagé les vues politiques de Burnaby qui voyait la Russie comme le principal ennemi de la Grande-Bretagne et du Japon.

### Retour au Japon,The longest journey
Pour son retour au Japon, Fukushima a choisi de traverser deux continents à cheval de Berlin à Vladivostok (02.1892-06.1893). Le voyage dura 488 jours (1 an et 4 mois) et avait pour objectifs, l'inspection de la construction et des travaux du Transsibérien ainsi que la collecte de renseignements sur l'infrastructure locale, les commandes et les contrôles. Au cours de ce voyage, le 1er mars 1893, avant d'entrer dans la Mandchourie, il fut promu au grade de lieutenant-colonel.
L'histoire de sa traversée de 14 000 km fait de lui un héros national japonais et lui vaut l'Ordre du Trésor sacré de troisième classe. Après son retour au Japon, Fukushima a fait don de ses chevaux au zoo d'Ueno à Tokyo, où ils sont rapidement devenus de célèbres attractions touristiques.

## Révolte des Boxers et guerre sino-russo-japonaise
Il a pris part à la répression de la révolte des Boxers où il officiait à la tête des forces japonaises à Tianjin, ainsi que la légation étrangère. Il revient brièvement à l'Académie Armée impériale japonaise afin d'étudier auprès du général allemand Jacob Meckel.
Après la victoire sur les Boxers, en tant qu'officier major général, Fukushima a visité l'Égypte, la Turquie ottomane, la Perse, l'Arabie, l'Inde, la Birmanie, le Siam et le Turkestan. En 1902, il a représenté l'empereur Meiji au couronnement du roi Édouard VII de Grande-Bretagne et d'Irlande et a participé à des négociations diplomatiques sécrètes derrière l'Alliance anglo-japonaise. Il a reçu les Honneurs de Chevalier-commandeur de l'Ordre du Bain.
Fukushima a également servi avec distinction dans la guerre sino-japonaise (1894-1895), et dans la guerre russo-japonaise (1904 à 1905).

## Distinctions et fin de vie
En 1907, Fukushima a été élevé au titre de danshaku (baron) en vertu du système kazoku. Du 26 avril 1912 au 15 septembre 1914, il a servi comme gouverneur général du Guandong. En 1914, il est promu général et a été transféré à la seconde réserve. Après le transfert, il a servi comme vice-président de l'Association des réservistes.
Fukushima étant en bons termes avec son compatriote poète, le général Akashi Motojirō, les deux hommes ont échangé des idées sur les besoins à long terme des services secrets japonais dans la région asiatique.
Fukushima est mort à 67 ans, et sa tombe se trouve au cimetière d'Aoyama à Tokyo. Le musée Matsumoto à Matsumoto (préfecture de Nagano), conserve certains de ses objets personnels.